# Geschiedschrijving
Geschiedschrijving of historiografie is de geschreven interpretatie van het verleden of de geschiedenis. Ze werd beoefend door de eeuwen heen, en in verschillende culturen en beschavingen, waarbij de Historiën van de Griek Herodotus, uit de vijfde eeuw voor Christus, als het begin van de literaire geschiedschrijving worden beschouwd. 
Een groot gedeelte van het verleden is volledig onbekend doordat het letterlijk en figuurlijk spoorloos verdwenen is. Geschiedschrijving is altijd een interpretatie. De historicus schrijft een gestructureerde tekst, op basis van een keuze uit het tot zijn beschikking staande bronnenmateriaal. Een zekere mate van subjectiviteit is daarbij onvermijdelijk, omdat de geschiedschrijver het te behandelen onderwerp vanuit zijn eigen wereld, vanuit zijn eigen opvattingen en zijn eigen maatschappelijke situatie benadert: het principe van de standplaatsgebondenheid. 
De geschiedfilosofie reflecteert op de manier waarop geschiedschrijving tot stand komt.
In academische kringen wordt met 'historiografie' vaak de studie naar de geschiedschrijving zelf bedoeld: de geschiedenis van de geschiedschrijving. Na 1970 brak deze historiografie in engere zin, onder invloed van het postmodernisme, door als volwaardig historisch vakgebied.

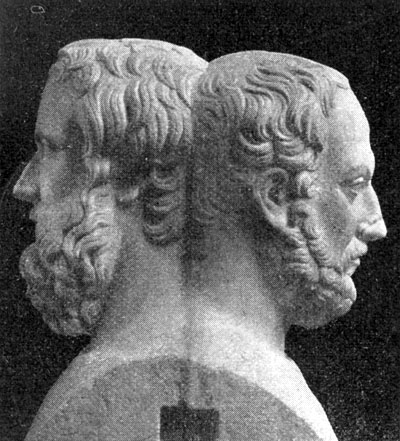
Herodotus en Thucydides.

## Geschiedschrijving als politiek instrument
De geschiedschrijving, als bron van informatie, werd doorheen de tijden door machthebbers gemanipuleerd. Geschiedschrijving wordt dan het verhaal van de dominerende cultuur, waarbij de verhalen van de verslagen volkeren of minderheden niet aan het nageslacht worden overgeleverd. De wetenschappelijke geschiedschrijving probeert de feiten te achterhalen, door zo veel mogelijk bronnen te raadplegen en te verifiëren. Maar door manipulatie van wat er in schoolboeken verschijnt, kan de kennis van een volk bijgestuurd worden naar wat de lokale machthebbers, of culturele leiders, veilige informatie vinden. Dit fenomeen blijft zich hardnekkig herhalen, ook in "moderne" tijden. Zo kan men totaal verschillende versies van dezelfde feiten aantreffen in geschiedenisboeken van verschillende landen of culturen. 
Voorbeelden van het gebruik van geschiedschrijving als politiek instrument zijn van alle tijden en komen uit alle hoeken van de wereld. De bekendste grove manipulaties zijn die van de totalitaire regimes uit de 20e eeuw, met name de nazi's tijdens de Tweede Wereldoorlog en verschillende communistische regimes. Een Nederlands voorbeeld is de Bataafse mythe.

## Klassieke Oudheid
Mythe en geschiedenis liepen in de historiografie tijdens de klassieke oudheid vaak door elkaar. Naast het opvoeren van goden en heroën, de behandeling van de schepping van de wereld vanuit de Chaos, en de geschiedenis van beroemde steden, worden ook motieven en verklaringen gezocht voor het menselijk handelen. Bij de Grieken vindt men als motief vaak de individuele, bij de Romeinen de collectieve eer. Verklaringen worden gezocht in de hang naar macht, in emoties als trots en hybris, en in religieuze oorzaken als het (nood)lot: respectievelijk de Griekse tyche en de Romeinse fortuna. Van geschiedschrijvers zoals Herodotus en Thucydides werd verwacht dat ze, op een dramatische wijze en in een excellerende stijl, gebeurtenissen konden oproepen die de lezer beroerden, vanwege hun universele, menselijke dimensie. Geschiedenis was een onderdeel van de literatuur.
De belangrijkste thema’s waren oorlog, politieke geschiedenis, culturele verschillen, en het onderscheid tussen contemporaine geschiedenis en het verre verleden. Hierbij werd gebruikgemaakt van een levendig verhaal, anekdotes en van tegenstellingen: Grieken dan wel Romeinen tegenover barbaren, Athene tegenover rivaal Sparta, Rome tegenover rivaal Carthago, en van vergelijkingen: eigen en vreemd, oud en nieuw, en van redevoeringen en geschreven portretten.
De meeste historiografische geschriften uit de oudheid zijn verloren gegaan of slechts fragmentarisch bewaard.

### Griekse Oudheid

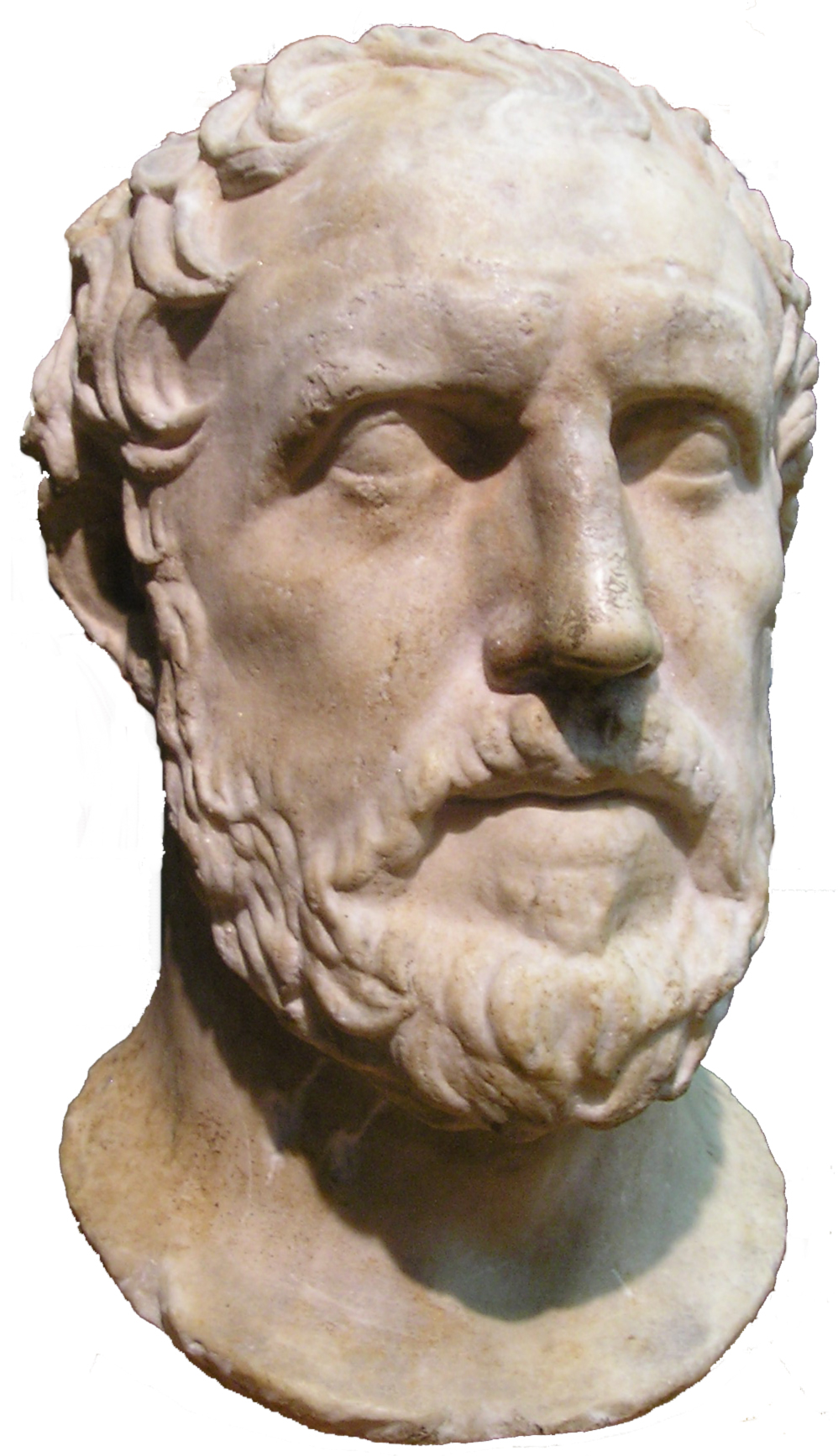
Thucydides

In de Griekse geschiedschrijving liepen mythe en werkelijke geschiedenis in meer of mindere mate door elkaar. Van belang voor de Griekse geschiedschrijving waren de logografen en de presocratische filosofen.
Een vorm van Griekse geschiedschrijving zijn de epen, met als bekendste de Ilias en de Odysseia van Homeros. Deze epen zijn in de 8ste eeuw v.Chr. ontstaan, maar gaan terug op een veel oudere mondelinge overlevering. In deze werken zijn de goden en helden de belangrijkste actoren die de geschiedenis beïnvloeden. Er is nauwelijks sprake van enige periodisering. Na Homeros was er in de klassieke historiografie meer plaats voor de mens binnen de geschiedenis.
Ten tijde van de Griekse kolonisaties werd de interesse voor de andere culturen, waarmee de Grieken toen in aanraking komen, groter. Ook was er meer aandacht voor de periodisering van de geschiedenis. Een goed voorbeeld hiervan was Hesiodos van Ascra. Hij schreef de Theogonia, waarbij de wereldgeschiedenis in vijf tijdperken werd onderverdeeld.
Een andere bekende geschiedschrijver uit die tijd was Herodotus van Halicarnassus. De Romein Cicero noemde hem enige eeuwen later al pater historiae, 'vader van de geschiedenis'. Herodotus' Historiën bevatten wel lof op de Atheense staatsvorm, maar blijven ook positief over de rivaliserende, Perzische cultuur. De rol van de goden is bij Herodotus nog slechts marginaal. Voortaan zijn het de menselijke ambities die de geschiedenis bepalen.
Thucydides wordt gezien als de echte auctor intellectualis van de geschiedwetenschappen en de historische methode. Hij legde veeleer de nadruk op het politiek-historische.

### Romeinen
De Romeinse geschiedschrijving was, meer dan de Griekse, een specialisme, dat vooral door politici werd bedreven. Er ligt meer nadruk op de politiek, en er is meer aandacht voor de deugd of virtus, waar bij de Grieken de eer een grotere rol speelde. De Romeinse geschiedschrijving bestond uit annalistiek en monografieën.
Dat de Romeinen opkeken naar de Griekse cultuur, blijkt ook uit hun historiografie. Zo werden de eerste geschiedenissen van Rome door de Romeinse annalisten Quintus Fabius Pictor en  Lucius Cincius Alimentus in het Grieks geschreven, tijdens de Tweede Punische oorlog, rond 210 voor Christus.
De Griek Polybios, die van 168 tot 150 v.Chr. als gijzelaar van de Romeinen in Rome verbleef, is dé belichamer van de Grieks-Romeinse traditie. Polybius werd sterk beïnvloed door Thucydides, in de zin dat Polybius zich vooral met de toenmalige, contemporaine geschiedenis bezighield. Polybios vond dat een historicus moest beschikken over politieke ervaring en geografische kennis moest hebben.

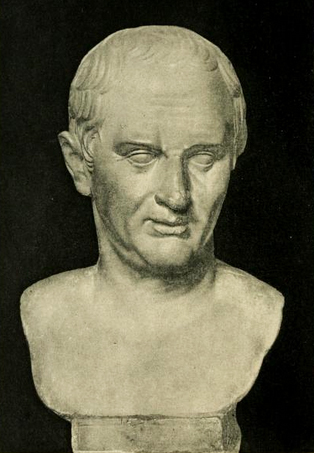
Marcus Tullius Cicero.

Volgens een van de belangrijkste  Romeinen uit de cultuurgeschiedenis, de advocaat, politicus en schrijver Cicero (106 – 43 v.Chr.), moest geschiedenis getuige van de tijd, licht van de waarheid, leven van het geheugen, meesteres van het leven zijn - 'historia vero testis temporum, lux veritatis, vita memoriae, magistra vitae'.
De Romeinse historicus Livius (59 - 17 n.Chr.) was geen politicus. Hij beschreef niet alleen zijn eigen tijd, maar ook het verre verleden. Livius’ levenswerk, Ab urbe condita - Vanaf de Stichting van de Stad getiteld, omvatte 142 boeken en liep tot aan de dood van Drusus, de vader van Claudius in 9 n.Chr. Van deze 142 boeken zijn er 35  overgeleverd. Met dit werk wilde Livius het Romeinse volk normen en waarden bijbrengen, door de lezer de grootheid van het vroegere Rome voor te houden: hoe een kleine staat door dapperheid en plichtsbesef tot een wereldrijk was uitgegroeid. Elk boek had een (on)deugd als thema, zoals vrijheid, vroomheid, wreedheid en weeldezucht. Hij maakte onder andere gebruik van  redevoeringen als verteltechniek, bijvoorbeeld de speech van Hannibal tegen Scipio.
Tacitus (ca. 55-120) wordt vaak gezien als Rome's grootste historicus. Hij was senator onder Domitianus. In 90 verscheen zijn De origine et situ Germanorum of kortweg Germania. Dit is een onvervalste etnografie, waarin eerst de Germaanse levenswijze van haar bewoners besproken wordt, en er vervolgens wordt uitgeweid over de verschillende Germaanse stammen. Het is het enige bewaarde traktaat over dit volk, en daarmee een unieke bron voor onderzoekers. Het oude thema van contrast tussen het beschreven volk - de Germanen - en de Romeinen van zijn tijd heeft bij Tacitus zowel een moraliserend als informatief doel, want tijdens het principaat van Trajanus wordt men nog steeds geconfronteerd met het reële, dreigende gevaar dat uitgaat van de Germanen. Hij beschreef de Germanen echter ten onrechte als een geografische, etnische en culturele eenheid. Tacitus hield daarbij de Germaanse stammen ten voorbeeld aan de Romeinen, die hun deugden als strijdbaarheid, deugdzaamheid en sociale structuur waren verloren. Deze ophemeling door Tacitus van 'de Germanen' werd later door de nazi’s misbruikt voor hun racistische ideologie.
Historiae is het eerste van Tacitus' grote en grootse historische werken. Hij behandelt hierin de geschiedenis van Rome tijdens het driekeizersjaar 69 en onder de regering van de Flavii. Van de - vermeende - twaalf of veertien boeken resten slechts de eerste vier en het begin van het vijfde boek.
Ab excessu divi Augusti Annales is Tacitus' tweede grotere historische werk, dat handelt over de Julisch-Claudische dynastie vanaf de dood van de vergoddelijkte Augustus, waarvan waarschijnlijk het grootste deel geschreven is onder Hadrianus' regering (117-138). Van de vermoedelijke 18 boeken zijn slechts de boeken I tot IV in hun geheel bewaard, V en VI gedeeltelijk, en XI tot XVI beide zonder hun respectievelijk begin en einde. De eerste zes zijn jaarboeken, annalistisch van opbouw - vandaar de naam Annales, terwijl de laatste zich meer concentreren rond thema's of personen.
Zijn werk is volgens eigen zeggen geschreven  sine ira et studio (zonder vooringenomenheid voor of tegen) en wordt gekenmerkt door bondigheid of brevitas, tegenstellingen als die tussen Claudius en Britannicus, en tussen Agrippina en Nero, vergelijkingen van een Germanicus met een Alexander, en biografieën zoals het psychologisch portret van Tiberius. Hij beschrijft de corruptie, de groei van de tirannie, en de teloorgang van de Romeinse vrijheid en onafhankelijkheid.

## Middeleeuwen

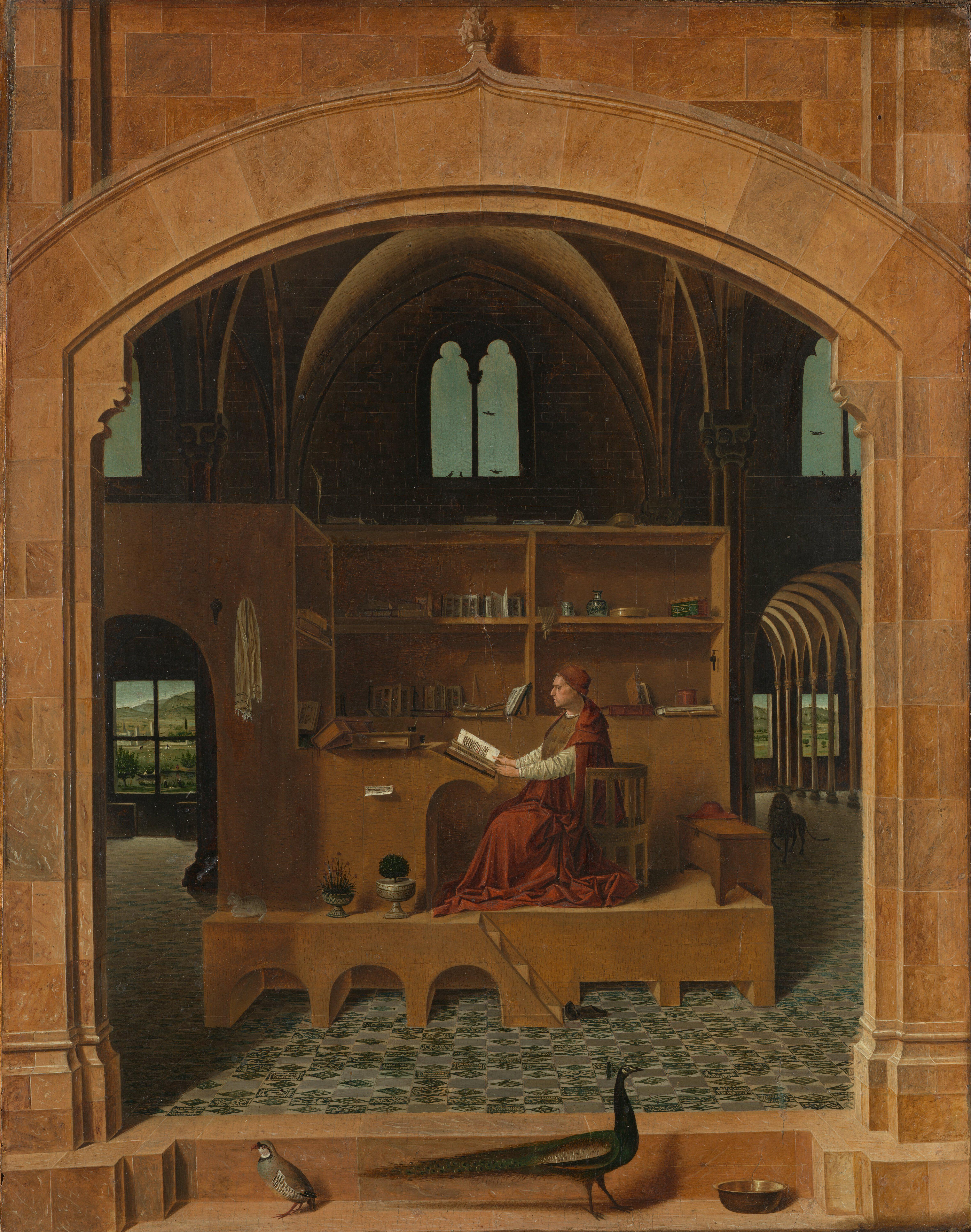
De heilige Jeronimus in zijn studeerkamer, 1475, Antonello da Messina.

De middeleeuwse geschiedschrijving was vaak een geschiedenis van de schepping tot het einde der tijden, waarbij het bovennatuurlijke een grote rol speelde. Kenmerkend voor de middeleeuwse mentaliteit is een algemeen misnoegen met de bestaande situatie, een situatie, die naar men gelooft en hoopt, zal uitmonden in een eschatologische omwenteling.
Kerkvader Hiëronymus (347 - 420) introduceerde een periodisering van de wereldgeschiedenis, gebaseerd op het Bijbelboek Daniël. Hierin wordt koning Nebukadnezars droom uitgelegd door Daniël. De koning zou een schrikwekkend beeld hebben gezien met een hoofd van zuiver goud, borst en armen van zilver, buik en lendenen van koper, benen van ijzer en de voeten deels van ijzer, deels van leem. Het beeld zou hierna langzaam ineenstorten. Volgens Daniël stond het rijk van Nebukadnezar voor het gouden hoofd, maar na hem zou de neergang beginnen met een zilveren koninkrijk, gevolgd door een derde koninkrijk van koper. Het vierde koninkrijk zou hard als ijzer zijn, gevolgd door het eeuwige rijk Gods.
Hiëronymus zag deze rijken in zijn eschatologisch geschiedwerk achtereenvolgens als;
1. het Babylonische rijk,
2. het Medisch-Perzische rijk,
3. het Macedonische rijk,
4. het Romeinse rijk.

Pompeius Trogus had eerder al een vergelijkbare indeling gemaakt. En in het aan Hesiodus (8e eeuw v.Chr.) toegeschreven Werken en dagen is er ook al sprake van een gouden, zilveren, bronzen en een ijzeren tijdperk, in de mythe van Pandora. Ook Hesiodus meende al in de ijzeren tijd te leven.
Daarnaast was er een onderverdeling in zes tijdperken of aetates, analoog aan de zes scheppingsdagen, die door De Civitate Dei -'Over de stad Gods', van Augustinus (354 – 430) een groot gezag kreeg, hoewel deze indeling al eerder door Sextus Julius Africanus (170 - 240), was gemaakt.
| 1. Adam - Zondvloed                                  | infantia     | kindsheid          |
| 2. Zondvloed - Abraham                               | pueritia     | knapenleeftijd     |
| 3. Abraham - David                                   | adolescentia | jonge man          |
| 4. David - Babylonische ballingschap                 | juventus     | jeugd (20-40 jaar) |
| 5. Babylonische ballingschap - geboorte van Christus | gravitas     | ernst, bedaardheid |
| 6. Geboorte van Christus - einde van de wereld       | senectus     | grijsheid          |

Uit beide indelingen volgde dat men in de eindtijd leefde.
De middeleeuwse geschiedschrijving bestaat uit annalistiek, heiligenlevens en kronieken.

### Annalistiek
In annalen werden gebeurtenissen summier, en op strikt chronologische wijze, jaar voor jaar beschreven. Het begrip annalen is afgeleid van het Latijnse annalis, jaarboek, meervoud annales, van het Latijnse 'annus', jaar. 
De eerste annalen werden in de kloosters geschreven. De beschrijvingen bleven beperkt tot gebeurtenissen in het klooster zelf, soms aangevuld met vermeldingen van natuurrampen en oorlogen. Vanaf de 8e eeuw werd de inhoud uitgebreider en ontwikkelden de annalen zich tot kronieken. Nog later kwam het tot een meer veelomvattende geschiedschrijving.
De Annales Regni Francorum, de Annales Laureshamenses, de Annales Bertiniani en de Annales Fuldenses behoren tot de belangrijkste bronnen voor de politieke en militaire geschiedenis van de Karolingische tijd.
Voor de Nederlanden zijn de volgende annalen belangrijke historische bronnen:
- Annales Blandinienses (ook wel Annales Gand) uit de Blandiniumabdij (Sint-Pieters te Gent), belangrijk voor de vroege geschiedenis van Vlaanderen,
- Annales Egmundenses (of Egmundani), jaarboeken uit de abdij van Egmond, die ook de Annales Xantenses bevatten.
- Annales Rodenses, een geschiedenis in jaarboekvorm van Klosterrath, later Rolduc genoemd, een in 1104 in het huidige Kerkrade gesticht klooster.

### Heiligenlevens
Heiligenlevens gaven een historische of biografische beschrijving van een bewonderde heilige, middels een stichtelijk verhaal in de vorm van een legende of mirakel. Geschiedkundige realiteit en fictie lopen in een heiligenverhaal vaak door elkaar, zodat een heiligenleven niet a priori als objectieve historische bron beschouwd mag worden. De hagiografie was vooral populair tijdens de middeleeuwen, in het bijzonder in het Byzantijnse Keizerrijk.
Tot de vroegste heiligenlevens behoren de zogeheten Acta martyrum. Een belangrijk officieel overzicht van heiligen was het Martyrologium Romanum, dat ten onrechte op naam van de kerkvader Hiëronymus werd gezet. Het eerste en invloedrijkste voorbeeld van een heiligenleven is de Vita Antonii uit de vierde eeuw door Athanasius van Alexandrië over Antonius van Egypte. Een ander vroeg werk is dat van Sulpicius Severus over Martinus van Tours.
Paus Gregorius de Grote gaf een grote impuls aan het genre heiligenlevens door zijn verhalen over Italiaanse monniken in zijn Dialogi. Met name het gedeelte over Benedictus van Nursia werd een klassiek voorbeeld van een heiligenleven. Onder anderen auteurs als Usuardus, Beda, Hrabanus Maurus en Notker van Sankt Gallen, hebben dit martyrologium aangevuld. In de dertiende eeuw verscheen de beroemdste verzameling van heiligenlevens en legenden over heiligen, de Legenda Aurea van de dominicaan Jacobus de Voragine. Als bronnen gebruikte hij verschillende eerdere verzamelingen heiligenlevens. Van vele heiligen bestaan er meerdere vitae. Vaak was de heiligverklaring aanleiding voor het schrijven van een nieuwe versie van een heiligenleven.

### Kronieken
Kronieken zijn verhalen van chronologisch geordende gedenkwaardige en/of historische feiten.

#### Gregorius van Tours
Bekend zijn de Decem libri historiae (Tien boeken geschiedenis) van Gregorius van Tours (539 - 594). Deze vertellen de heilsgeschiedenis vanaf de schepping van de wereld tot aan de dood van zijn verre voorganger Martinus van Tours in 397, steunend op andere, oudere bronnen. Daarna gaat hij verder over Gallië en de Franken. De boeken zijn zo goed als de enige beschikbare bron over de geschiedenis van de Frankische rijken na de dood van Clovis. Als bisschop van Tours verkeerde Gregorius in de positie om de politiek van dichtbij mee te maken, omdat hij als bisschop tevens deel uitmaakte van het rijksbestuur.
Uit de boeken treedt een actieve figuur naar voren, die met vooroordelen en antipathieën allerlei contemporaine zaken optekende. De zesde-eeuwse Frankische deelrijken, koninklijke huwelijken, lokale politiek in relatie tot de overheid, verwikkelingen in andere delen van de rijken en daarbuiten: alles werd opgeschreven. Daar waar hij over onvoldoende informatie beschikte, maakte de feitelijke geschiedenis plaats voor wonderen, voortekenen, geruchten en andere niet-verifieerbare gebeurtenissen, wat typisch was voor zijn tijd. Tegen deze achtergrond zijn de decem libri historiae niettemin van onschatbare waarde voor de historici.
Belangrijk motieven in dit werk waren de strijd tegen het arianisme en de lege troon in het West-Romeinse Rijk. Ook Gregorius zag de wereld als wachtkamer met de indeling in de vier rijken en de zes tijdperken met een naderend einde der tijden.

#### Otto van Freising

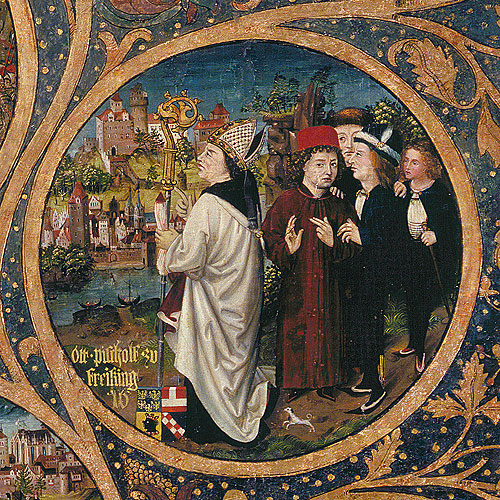
Otto als bisschop van Freising, in de achtergrond de bisschopsstad Freising.

Chronica sive Historia de duabus civitatibus (Kroniek of geschiedenis der twee steden, naar De Civitate Dei) van Otto van Freising (ca. 1113 - 1158) werd geschreven tijdens de burgeroorlog in Duitsland, tussen 1143 en 1145. Het bestaat uit acht boeken, van de schepping tot aan de eigen tijd. Elk boek heeft een eigen thema en eindigt als eindtijd.
In navolging van De Civitate Dei zag hij de wereldgeschiedenis als een strijd tussen de stad Gods en de aardse wereld. Hij ging hierbij veel minder dan Augustinus als theoloog te werk, maar meer als historicus. Ook hij deelde de geschiedenis in drie stadia in;
1. de stad van de wereld (civitas terrena) van het heidendom sinds de schepping tot keizer Theodosius I, waarna de 'aardse staat in een diepe slaap raakt', civitas terrena,
2. daarna de civitas permixta - een gemengd rijk - tot het einde der tijden,
3. waarna de stad Gods volgt, civitas Dei.

Ook Freising had het idee aan het einde der tijden te leven. Hij zag de uit de Gregoriaanse hervorming volgende excommunicatie van koning Hendrik IV door paus Gregorius VII in 1076 en de daaropvolgende Investituurstrijd als een scheuring van de ecclesia, de toestand van de civitas terrena.
De civitas terrena was op zich weer onderverdeeld in drie stadia;
1. de tijd voor de genade,
2. de tijd van de genade,
3. de tijd na de tegenwoordige.

Deze tijden zouden in toenemende mate ellendiger zijn. Deze onderverdeling probeerde hij in te passen in de toen heersende periodisering van Hiëronymus, dat een belangrijke rol speelde in het idee van translatio imperii Romani. Na de ondergang van het West-Romeinse Rijk was de verdeling in vier rijken van Hiëronymus niet meer houdbaar, aangezien het rijk Gods niet gekomen was. Aan het Karolingische hof stelden geleerden echter dat er geen einde was gekomen aan het Romeinse rijk, maar dat dit via het Byzantijnse rijk over was gegaan op Karel de Grote. Na het uiteenvallen van het Karolingische rijk werden de Duitse Ottonen beschouwd als de voortzetters van het Romeinse rijk, waarbij de paus een steeds belangrijker rol kreeg in de bevestiging daarvan.
Otto van Freising zag de overgang van het Romeinse Rijk via de Grieken - het Byzantijnse Rijk - naar de Franken - het Frankische Rijk - op de Longobarden naar de Duitse Franken - het Heilige Roomse Rijk.
Een grote rol in het werk speelt verder de tweezwaardenleer van paus Gelasius I (492-496), die stelde dat de wereld verdeeld is in twee machtssferen: een geestelijke en een wereldlijke. In het licht van het naderende einde zou het belang van de kerk moeten toenemen tegenover de wereldlijke macht.

#### Nederlanden
Belangrijke kronieken uit de Nederlanden ten tijde van de Middeleeuwen zijn de Rijmkroniek van Holland van Melis Stoke (ca. 1235 - ca. 1305) en de Rijmkroniek van Vlaanderen. Andere belangrijke kronieken zijn van Lodewijk van Velthem, Johannes de Beke en Willelmus Procurator.

### Kritiek
Er is de nodige kritiek op de geschiedschrijving tijdens de Middeleeuwen. Zij zou vaak ten dienste van de theologie hebben gestaan, met een grote rol voor de retorica en een nadruk op de deugd. Verder was er een groot gebruik van stereotypen en bevat zij veel anachronismen. Ook ontbreekt een besef van oorzakelijkheid, omdat het tijdelijke ook een eeuwigheidswaarde had, en elke gebeurtenis tevens als een symbool was te zien. Verder zijn er veel vervalsingen gemaakt om maar de suggestie van oudheid en authenticiteit te wekken.
De rol van de theologie moet echter niet overdreven worden en het gebruik van retorica, stereotypen en voorbeelden van deugd was ook al bij de Grieken en Romeinen gewoon.

## Renaissance
De historiografie van de renaissance begint bij Petrarca (1304-1374). Hij ging niet meer uit van het concept van de christelijke heilsgeschiedenis, van de schepping, via het leven en sterven van Christus, naar het einde der tijden, maar kwam met een nieuwe, kwalitatief geïnterpreteerde periodisering van de geschiedenis: oudheid – middeleeuwen – nieuwe tijd. Petrarca geloofde dat zijn eigen tijd het begin was van een nieuwe periode in de wereldgeschiedenis. Deze periode kende nog vele kinderziekten, maar zou prachtig worden, dankzij het nieuw opgekomen humanisme, dat de mens en de vrije wil centraal stelde, in plaats van een christelijke, allesbepalende God. Petrarca’s visie impliceerde, dat elke gebeurtenis beschouwd moest worden in de context van zijn eigen periode. Dit principe is in de historiografie gehandhaafd tot op de dag van vandaag.
Petrarca meende dat in de voorgaande eeuwen de klassieken verwaarloosd waren, en zag het als zijn taak deze weer toegankelijk te maken. Daarom noemde hij de periode tussen de oudheid en zijn eigen tijd tenebrae (duisternis), waarmee hij het idee van de 'middeleeuwen' introduceerde, een 'duistere periode' tussen klassieke oudheid en zijn eigen, nieuwe tijd. Hij zag hierbij over het hoofd, dat de klassieken al tijdens de Karolingische renaissance en de renaissance van de twaalfde eeuw in grote belangstelling stonden.

### Stijl
De historiografie van de renaissance is gebaseerd op de klassieke geschiedschrijving. Deze werd gewaardeerd vanwege haar nuttigheid en bekoorlijkheid. Die nuttigheid werd gezien in de docerende functie: geschiedenis onderwijst door middel van voorbeelden (exempla). De bekoorlijkheid was gelegen in de literaire vormgeving. Geïnspireerd door de geschiedschrijving van de klassieke oudheid, begonnen de humanisten ook zelf geschiedwerken te schrijven, in neo-klassieke stijl.
In de humanistische zienswijze was geschiedschrijving een vorm van filosofie, die onderwijst door voorbeelden. Deze opvatting leidde tot veel aandacht voor concrete voorbeelden van goed of slecht gedrag. Op die manier kon de geschiedenis nuttig zijn: de lezer kan eruit leren hoe hij zich in het dagelijks leven dient te gedragen. Dit geldt wel in het bijzonder voor vorsten, omdat geschiedenis vaak de daden van grote heersers beschrijft. Veel humanistische geschiedschrijving neigt dan ook naar het genre van de vorstenspiegel.
De lezer moest van de waarde van de voorbeelden overtuigd worden door middel van retorica. De werken moesten levendig en overtuigend zijn, om de lezer zo te raken. In plaats van de opsommende presentatie van sommige middeleeuwse kronieken, probeerden humanisten van een geschiedwerk een samenhangend verhaal te maken, dat wil zeggen met aandacht voor oorzaak en gevolg. Oorzaken werden niet op religieuze, maar op seculiere basis gezocht, waarbij macht een belangrijke rol speelde.
De navolging van de klassieke geschiedschrijving richtte zich ook sterk op een verzorgde literaire vormgeving: de fraaie stijl en scenische vertelwijze, die in de ogen van de humanisten verantwoordelijk waren voor de charme van de oude  geschiedschrijving.

### Methodiek
De humanistische historici introduceerden een methodiek die het begin was van de moderne historiografie. De historische gebeurtenissen werden in context geplaatst door materiële bronnen te gebruiken zoals inscripties, munten, penningen en brieven. Ook vond er een historisering plaats van het recht. De mos gallicus plaatste de oude Romeinse wetten in tegenstelling tot de mos italicus in historische context. Dit gebeurde ook bij de kunst en religie en ook bij de oude teksten, waarmee de bronnenkritiek ontstond.

### Vroege humanistische historici
Een aantal belangrijke vroege humanistische historici zijn:
- Leonardo Bruni (ca. 1370-1444) was een hoge politicus en schreef een geschiedenis van Florence, gemodelleerd op Livius, die voor veel humanisten een voorbeeld was. Een belangrijk doel hiervan was Florence in de hoogte te steken, dat op dat moment in conflict was met Milaan. Het hoofdthema van Bruni’s werk is de opkomst van Florence door toedoen van de republikeinse regeringsvorm (net als het Romeinse Rijk). Bruni had als kanselier toegang tot de archieven van Florence en gebruikte die bronnen kritisch.
- Lorenzo Valla (1405 of 1407 - 1457). Valla was een filoloog die kritiek had op de inhoud van de meest originele teksten (in het Grieks). Petrarca had geen tekstkritiek uitgeoefend, omdat hij niet keek naar de inhoud, maar naar de taal zelf. In 1440 publiceerde Valla een doorwrochte weerlegging van de echtheid van de Donatio Constantini en gaf daarmee het voorbeeld van een kritische benadering van historische bronnen. Verder werd vooral zijn De elegantiis Latinae linguae beroemd als pleidooi voor een terugkeer naar het klassieke Latijn.
- Enea Silvio Piccolomini (vanaf 1458 paus Pius II) (1405-1464). Piccolomini schreef commentarii in de trant van Caesar; het gaat om memoires, waarin hij zijn eigen loopbaan in de Europese politiek beschrijft. Hij legt causale verbanden en heeft veel aandacht voor karakters, steden en landschappen. Bovendien schreef hij een geschiedenis van Duitsland, om het gezag van de paus over het gebied aan te tonen.
- Bartolomeo Sacchi (1421-1481), bijgenaamd Il Platina, volgde in zijn werkwijze Plutarchus na. Hij schreef biografieën van onder andere de Visconti en de Sforza. Tevens schreef hij een serie levens van de pausen. Dit leidde hij in met een leven van Christus, waarin hij vooral de achtergronden van diens leven belichtte.
- Het humanisme kende een grote interesse in de materiële overblijfselen van de oudheid. Een goed voorbeeld hiervan in de literatuur is Flavio Biondo (1392-1463). Deze deed antiquarisch onderzoek en beschreef de materiële resten van de oudheid. Zijn eerste grote werk is Roma instaurata, waarin hij een topografie geeft van het antieke Rome. Hierop volgde Roma triumphans, een reconstructie van het Romeinse openbare leven. Hij gebruikte hiervoor zowel materiële resten als literaire teksten. Zijn werk Italia illustrata uit 1474 is het beroemdst. Hij brengt hierin de theorie naar voren dat Italië de opvolger van het Romeinse Rijk was.
- Niccolò Machiavelli (1469-1527) en Francesco Guicciardini (1483-1540) schreven in de volkstaal. Zij waren niet zozeer in ontmaskering als in verklaring geïnteresseerd, en in het bijzonder verklaring van de contemporaine rampen: de Franse invallen van 1494 en de Sacco di Roma van 1527. Machiavelli zag de dood van Lorenzo il Magnifico (1492) als het begin van het einde van Italië. Het land ging daarna te gronde aan egoïsme van de machthebbers, machtsstrijd en politiek onbegrip van de burgers. Zijn belangrijkste werken zijn Discorsi sopra la prima deca di Tito Livio, Il principe en Istorie fiorentine, een geschiedenis van Florence in opdracht van de Medici. De opstand van de Ciompi en de Pazzi werd hierin als leerzame ervaring gebruikt.
- Guicciardini - niet te verwarren met zijn neef Lodovico, bekend door zijn geschiedenis van de Nederlanden, Descrittione di tutti i Paesi Bassi, altrimenti detti Germania inferiore - was niet optimistischer dan Machiavelli: hij was van mening dat mensen de geschiedenis maken, en mensen deugen nu eenmaal niet. Net als Machiavelli legde hij de schuld van alle ellende bij de Italianen zelf. Hij maakte bij zijn Storia d'Italia gebruik van overheidsdocumenten om zijn verhaal te verifiëren.

### Historici buiten Italië
De historiografie buiten Italië stond onder sterke Italiaanse invloeden. De voornaamste Engelse en Duitse geschiedschrijvers uit deze tijd zijn Polydoro Vergilio, John Leland, William Camden (Engeland), Conrad Celtis en Beatus Rhenanus (Duitsland).
De Nederlandse historiografie is met al deze tradities verbonden. Een van de belangrijke thema’s uit de historiografie was de vraag of de Bataven nu eigenlijk in Holland of in Gelderland hadden gewoond. Dit liep uit op een zware discussie, waaruit het eerste grote werk voortkwam: de Divisiekroniek (1517) van de Hollander Cornelius Aurelius. Een ander belangrijk geschiedwerk werd geschreven door Hadrianus Junius: Batavia, postuum gepubliceerd in 1588. Dit werk droeg bij aan de Bataafse mythe: de Bataven zouden altijd vrij zijn geweest. Om dit te bewijzen werden zelfs inscripties vervalst, waarop stond dat de Bataven de broeders en bondgenoten waren van de Romeinen (dus geen onderdanen). Janus Dousa wordt algemeen beschouwd als padvinder van de kritische geschiedschrijving in Nederland. Het hoogtepunt van de Nederlandse humanistische geschiedschrijving is echter Pieter Cornelisz. Hooft. Zijn werk (Nederlandsche Histoorien, 1642) is geschreven in het Nederlands, maar naar de stijl en de opvattingen van Tacitus. Hooft beschrijft de Tachtigjarige Oorlog (tegenwoordig beter bekend als de Nederlandse Opstand). Belangrijke thema’s zijn politieke macht en reacties daarop.

#### Jean Bodin

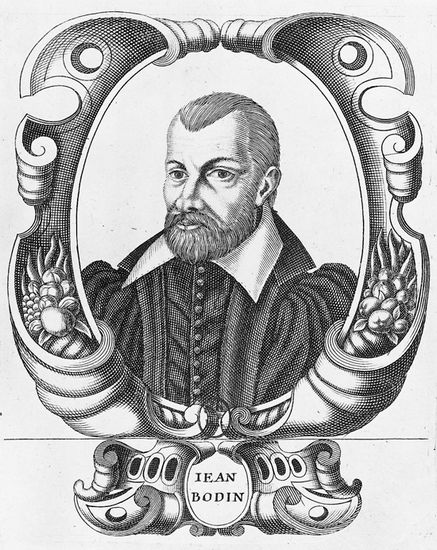
Jean Bodin.

De Renaissance kende een uitgebreide geschiedtheoretische literatuur (ook wel bekend als ars historica). De belangrijkste vertegenwoordiger hiervan was Jean Bodin (1529-1596). Deze Franse jurist, filosoof, hoveling, politiek denker en historicus stelde vragen over het nut van de geschiedschrijving, over de benodigde vaardigheden voor een historicus, over manier waarop je geschiedwerken moet lezen en over het probleem of er een onoverbrugbare kloof tussen heden en verleden is. In 1566 publiceerde hij zijn Methodus ad facilem historiarum cognitionem. Hij stelde hierin dat het moeilijk is een beter heden te scheppen door middel van geschiedschrijving. Ook voerde hij argumenten aan tegen de theorie van de vier rijken.
Over methode stelde hij dat een historicus net als een arts volgens bepaalde regels moet werken: eerst moet hij een algemene uiteenzetting over zijn onderwerp geven, dan een uitwerking van de deelonderwerpen in detail (op grond van bronnen; om deze te ordenen kan men goed een kaartenbak gebruiken, een Italiaanse uitvinding). Een historicus moet het werk van zijn voorgangers lezen, maar altijd zeer kritisch: partijdigheid is uit den boze. Bodin vroeg zich af of je de geschiedenis wel helemaal kunt begrijpen. Hij was zich, als kind van de Franse godsdienstoorlogen, er altijd van bewust dat je werk op verschillende manieren geïnterpreteerd en gebruikt kan worden. Hij vond daarom dat je je werk zo moet schrijven dat het niet misbruikt kan worden. Dit soort inzichten is wellicht ook bepaald door het feit dat Bodin jurist was.

## Verlichting
De verlichting was een reactie op het dogmatische autoriteitsgeloof. en wijzigde de opvattingen over politiek, filosofie, wetenschap en religie binnen de westerse wereld grondig. Het belangrijkste principe van de aanhangers van de verlichting was dat men de waarheid omtrent bepaalde zaken kon vinden met behulp van de ratio (de rede, het verstand), in plaats van wat bijvoorbeeld kerkelijke autoriteiten zeiden zonder meer voor waar aan te nemen.
De twee grote discussies van de zeventiende eeuw betroffen het scepticisme en de The Battle of the Books, de naam naar het boek van Jonathan Swift die werd gegeven aan de querelle des Anciens et des Modernes, de strijd tussen de aanhangers van de klassieken en de moderne auteurs.
Dit alles had ook zijn effect op de geschiedschrijving. Voor de verlichting golden de klassieken, bijvoorbeeld Tacitus, als betrouwbare bron, maar onder meer de volgelingen van René Descartes wezen erop dat deze vaak strijdig waren met archeologische vondsten en Egyptische bronnen. De Franse erudieten als Vignier en Popelinière verweten de oude geschiedschrijvers slechts verhalen te hebben genoteerd en niet te hebben geprobeerd de geschiedenis te doorgronden. Leibniz vond honderd jaar later dat geschiedschrijving de exacte methode van de wis- en natuurkunde over moest nemen om uit te stijgen boven het niveau van de historische verhalen. Ondanks deze kritiek waren er daarvoor wel degelijk geweest die zich bezighielden met de gehele cultuur, bronnenonderzoek en het leggen van verbanden. Zo waren er Varro en Eusebius van Caesarea in de Oudheid, middeleeuwse encyclopedisten als Isidorus van Sevilla en Vincent van Beauvais en Flavius Blondus en Beatus Rhenanus uit de renaissance. Dit was echter een kleine minderheid.
De andere grote discussie, die van het filosofisch scepticisme, ontwikkelde zich tijdens de Renaissance in de strijd tegen het kerkelijk gezag. Hoewel zelf geen scepticus, was het werk van René Descartes - dubito, ergo cogito, ergo sum (ik twijfel, dus ik denk, dus ik ben) - van groot belang. Systematisch twijfel werd een methode en men begon de mogelijkheid te onderzoeken of de echte waarheid gevonden kan worden en of de eigen overtuigingen en meningen de toets der kritiek kunnen doorstaan. Men zag de subjectiviteit van de eigen waarneming en ook van de bestaande van morele waarden.

### Gevolgen
Dit alles had tot gevolg dat de vooruitgangsgedachte werd toegevoegd aan de indeling Oudheid – Middeleeuwen – Nieuwe Tijd. Geschiedenis werd gezien in het licht van de vooruitgang. De aandacht verschoof van de politiek naar het verloop van de beschaving. In plaats van over veldslagen en koningen ging men over mensen schrijven, waarbij ook geografie, klimaat, economie en 'volkskarakter' als verklaring voor het verloop van de geschiedenis werd gebruikt. Montesquieu en Voltaire vernieuwden de geschiedschrijving grondig.
Men hield zich daarbij vooral aan de grote lijn. De annalistiek werd verlaten, omdat grote en kleine gebeurtenissen die niets met elkaar te maken hadden volgens hen ten onrechte aan elkaar werden gekoppeld, terwijl de chronologische weergave ervoor zorgde dat zaken die juist wel in verband stonden met elkaar niet verbonden werden. De overdreven aandacht voor fait divers, die de kroniekachtige weergave tot gevolg had, liet Voltaire in 1738 verzuchten "Malheur aux details, c'est une vermine qui tue les grands ouvrages!". De encyclopedisten stelden zich hiermee tegenover de antiquaren, die slechts een feitenverzameling als geheugenoefening zouden aanleggen.
Considérations sur les causes de la grandeur des Romains et de leur décadence (Beschouwingen over de oorzaken van de grootheid en de ondergang van de Romeinen) uit 1734 van Montesquieu gold hierbij voor de encyclopedisten als voorbeeld. De ruimte die hier was voor het leggen van verbanden en gevolgtrekkingen, kon leiden tot speculatieve geschiedschrijving. Theoretische beweringen werden soms vrijwel niet onderbouwd met feiten, maar door ideeën. Deze vorm van historiografie werd dan ook vooral beoefend door filosofen, philosophes, en wordt wel wijsgerige geschiedschrijving genoemd.

#### Edward Gibbon

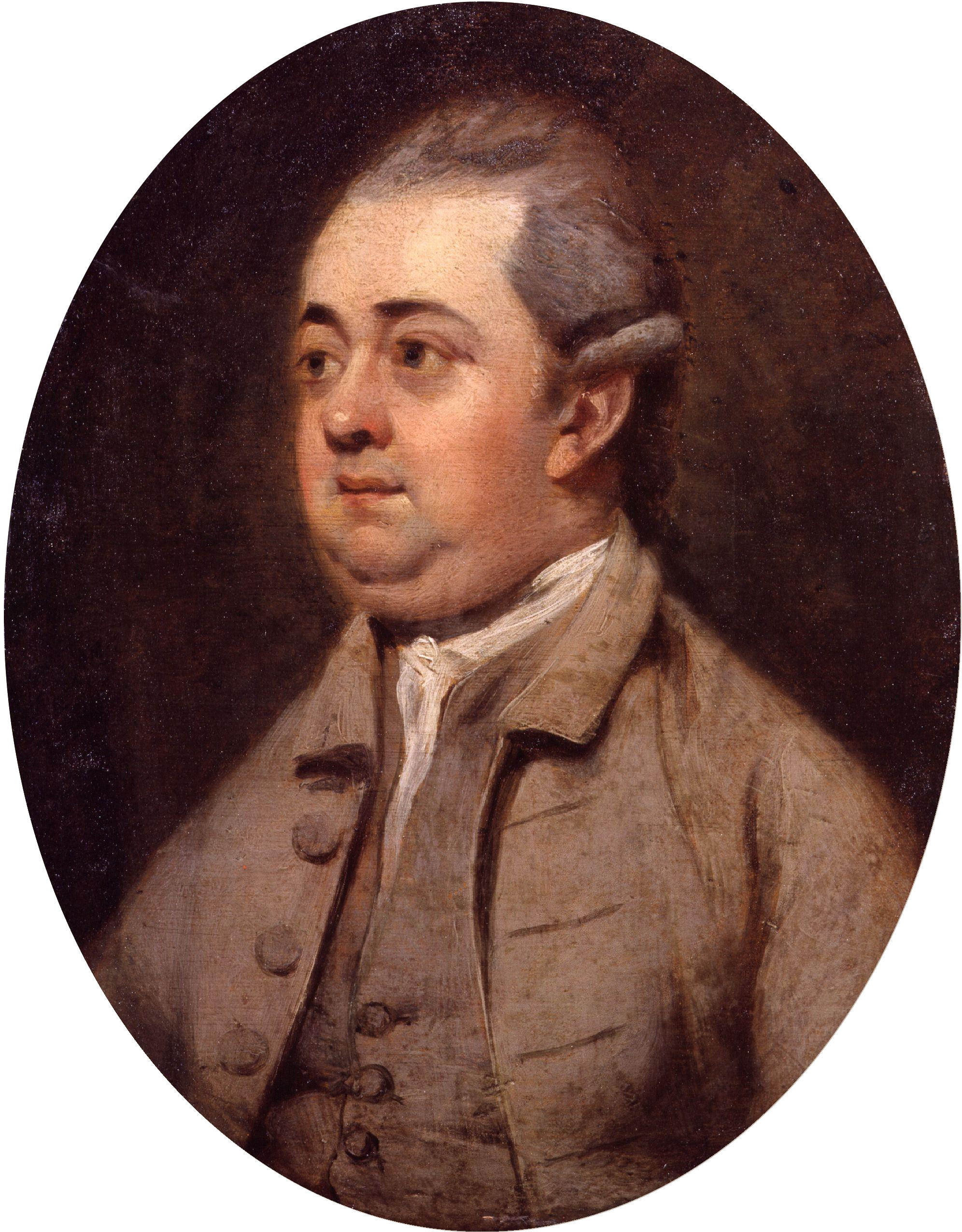
Edward Gibbon

Edward Gibbon zou tijdens zijn grand tour door Europa in Rome in 1764, tussen de ruïnes van het Capitool, een visioen hebben gekregen dat hem inspireerde tot zijn uitzonderlijke werk over de ondergang van het Romeinse Rijk: The History of the Decline and Fall of the Roman Empire (De geschiedenis van de neergang en val van het Romeinse Rijk, uitgegeven als Verval en ondergang van het Romeinse Rijk). Gibbon combineerde in zijn werk eruditie met een literaire stijl. Dit grote en veelomvattende werk heeft de geschiedschrijving veranderd, zowel door zijn bronnengebruik als door het ironisch taalgebruik (over keizer Gordianus):
voor zover bekend tweeëntwintig concubines en een bibliotheek van 62.000 boeken gaven de breedte van zijn interessen aan; uit zijn nalatenschap kunnen we afleiden dat zowel de eerste als de laatste meer voor gebruik waren dan voor vertoon.
Een ander kenmerk was zijn scepticisme. Zo vertelt hij over de onbeschroomde bekentenis van een Benedictijnse abt:
"Mijn gelofte van armoe verschafte me honderdduizend kronen per jaar en mijn gelofte van gehoorzaamheid heeft me de rang van een soevereine prins gebracht".
Waaraan hij sarcastisch toevoegt:
Ik ben vergeten wat de gevolgen van zijn gelofte van kuisheid waren.

## Historisme

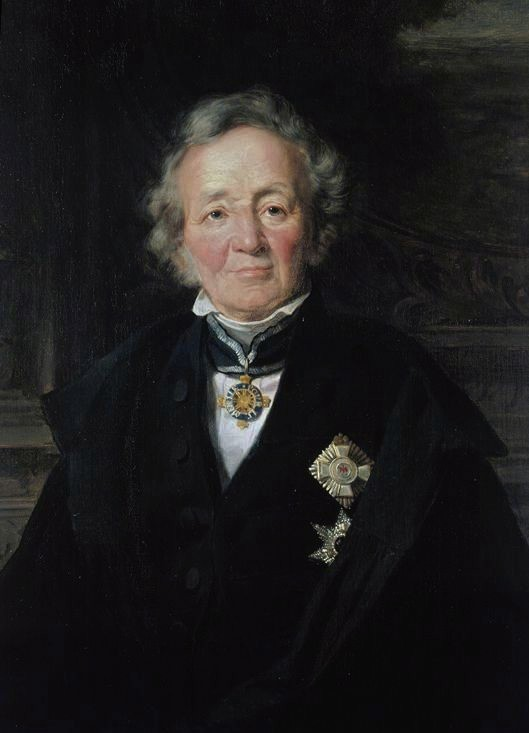
Ranke is van groot belang geweest bij de vorming van geschiedschrijving als wetenschap.

Geschiedenis was tot dan geen wetenschap, maar dat veranderde met Leopold von Ranke (1795-1886). Met het dan populaire positivisme als uitgangspunt, wilde Ranke bloss zeigen wie es eigentlich gewesen, gewoon laten zien hoe het echt was. Waardeoordelen moest de historicus hierbij achterwege laten, de beschrijving moest volledig objectief zijn. Het historisme en de van daaruit ontwikkelde historische kritiek zijn van grote invloed geweest op de vorming van de geschiedschrijving.
In Nederland was Robert Fruin (1823-1899) de grote vernieuwer van de Nederlandse geschiedschrijving. Net als Leopold von Ranke beoefende hij de zuiver descriptieve geschiedenis. Robert Fruin werd in 1860 in Leiden benoemd als eerste hoogleraar Vaderlandse Geschiedenis, naast de hoogleraar Algemene Geschiedenis. 1860 kan met de benoeming van Fruin worden beschouwd als het begin van het verwetenschappelijkingsproces van de Nederlandse geschiedbeoefening.
In België was het de Duitser Godefroid Kurth (1847-1916, in 1872 benoemd in Luik), die naar Duits voorbeeld de verwetenschappelijkte geschiedschrijving kwam brengen. Het ging daarbij niet alleen om het toepassen van de technieken van de hulpwetenschappen, maar vooral om het aankweken van een kritische houding. In dat sleuteljaar 1872 werden de eerste leerstoelen geschiedenis gecreëerd: Kurth te Luik en Léon Vanderkindere in Brussel, kort nadien gevolgd door het professoraat van Edmond Reusens in Leuven en van Paul Fredericq en Henri Pirenne in Gent.
Zowel Fruin als Kurth worden beschouwd als 'de vader van de geschiedschrijving'. Fruin ontving de vadertitel bij zijn afscheid als hoogleraar in 1894. Kurth in 1898 bij zijn 25-jarig ambtsjubileum.
Fruin ontving de vadertitel omdat hij de persona van de moderne kritische historicus belichaamde. Zijn wissenschafliche Persönlichkeit moest een voorbeeld zijn voor elke historicus die aan kritisch bronnenonderzoek deed. Anders dan Fruin, die door tijdgenoten als voorbeeld werd vereerd, werd Kurth gezien als voorganger. Het ging niet om de persoon Kurth, maar om de cours pratique die hij in 1874 naar Duits model in Luik had geïntroduceerd.
Een van de paradoxen van het negentiende-eeuwse historisme is dat de eruditie een religieus of politiek engagement niet uitsloot. Dat ging voor zowel Fruin als Kurth op. Fruin kon zijn streven naar een onpartijdige, bovenpartijdige geschiedschrijving combineren met zijn politieke engagement. Zijn studies waren politiek gekleurd met een Orangistisch randje. Bij Kurth droeg dat engagement een katholieke signatuur. In de negentiende eeuw waren strenge wetenschappelijkheid en politiek en religieus engagement goed te verenigen. Ook Leopold von Ranke hield in al zijn 'objectiviteit' rekening met 'de hand van God'.

## Mentaliteitsgeschiedenis
Mentaliteitsgeschiedenis ontstond in een poging afstand te nemen van de nadruk die door politieke geschiedenis werd gelegd op het idee dat geschiedenis bepaald wordt door rationele beslissingen van koningen en overheden. Daarnaast onderzocht men de verandering van denken of mentalité, waardoor begrippen en belevingen een andere lading konden krijgen. Het niet onderkennen van de tijdgeest kon misverstanden veroorzaken als historische gebeurtenissen beschreven werden, terwijl de begrippen vanuit de huidige betekenis werden benaderd.
Deze nieuwe benadering van Lucien Febvre en Marc Bloch zou leiden tot de nieuwe historiografische richting Annaliste, waarin aandacht kwam voor het dagelijks leven van de modale mens, maar ook de longue durée, de lange termijn waarin historische patronen waren te ontdekken. De denkbeelden van Febvre en Bloch waren van grote invloed op Emmanuel Le Roy Ladurie, Jacques Le Goff en Fernand Braudel.

## Wereldgeschiedenis
De Annales-school en de longue durée waren van invloed op wat wereldgeschiedenis zou worden. Dit wordt vooral beoefend vanaf 1980 en ontstond toen rond 1960 het besef begon te groeien van de beperkingen van de introspectieve, eurocentristische nationale en universele geschiedenis. McNeill publiceerde in 1963 The Rise of the West: A History of the Human Community waarmee hij de aanzet gaf tot niet alleen de bestudering van samenlevingen, maar ook de wisselwerking die zij op elkaar hadden. Daarbij keek hij niet alleen naar menselijke invloeden, maar ook naar de effecten van geologische veranderingen, wijzigingen in het klimaat, gebruikte vormen van energie en ecologische processen als verspreiding van planten, dieren en ziekten.
Door patronen met elkaar te vergelijken en de effecten van de onderlinge interactie te bestuderen, moet het ontstaan, de groei en de veranderingen van samenlevingen en beschavingen in de geschiedenis van de wereld begrepen worden. In zijn breedste vorm, big history, wordt de geschiedenis vanaf de oerknal beschreven.

## Gendergeschiedenis
Onder invloed van de vrouwenbeweging werd duidelijk dat zelfs als wetenschap objectief werd bedreven vanuit een standpunt dat deze universeel en vrij van ideologie moet zijn, mannelijke dominantie in de wetenschap en de belangrijkste maatschappelijke functies zijn weerslag had op de manier waarop wetenschap wordt bedreven. Bewust of onbewust verdween de rol van vrouwen daardoor in meer of mindere mate uit beeld of werd neergezet als een stereotype. Vrouwenstudies moeten deze bewuste of onbewuste vooronderstellingen via kritisch onderzoek achterhalen.
Als reactie daarop ontstond uit de eerste feministische golf vrouwengeschiedenis. Tijdens de tweede feministische golf werd dit ook een wetenschappelijke discipline. Aanvankelijk vond het onderzoek plaats vanuit een marxistische achtergrond met de man als onderdrukker en de vrouw als slachtoffer. Dit kon echter niet verklaren hoe de verhoudingen tot stand waren gekomen. Het genderbegrip bood hiervoor betere mogelijkheden. Bij gendergeschiedenis werd niet alleen de rol van vrouwen onderzocht, maar ook hoe de onderlinge verhoudingen tussen de geslachten cultureel en sociaal gevormd was en de gevolgen daarvan.

## Chinese historiografie

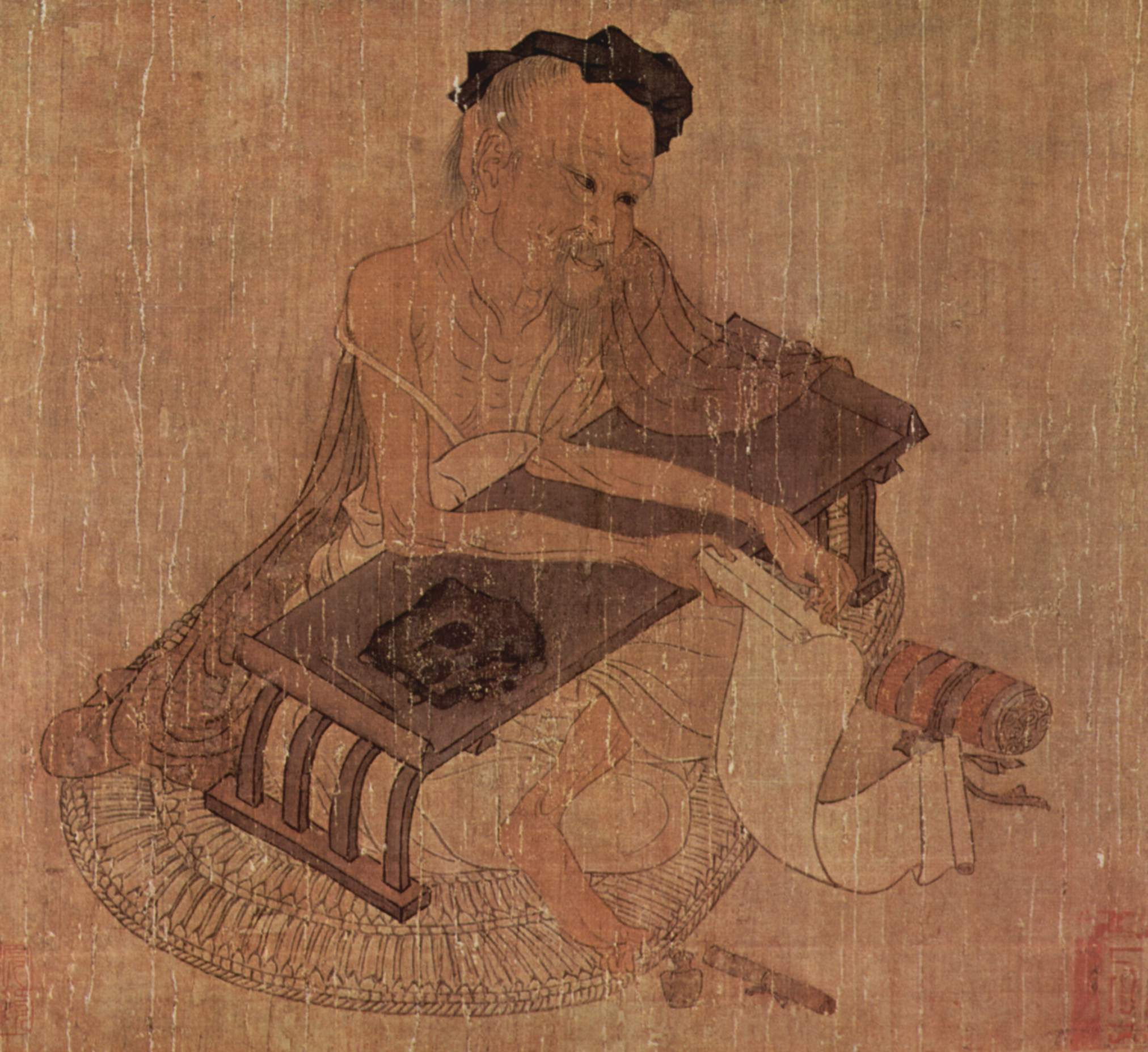
Fu Sheng geeft het Boek der Documenten door. Schildering op zijde, toegeschreven aan Wang Wei (699-759), maar vermoedelijk stammend uit de 9e eeuw, Osaka Municipal Museum.

### Belang van de historiografie in China
In China was geschiedschrijving zeer belangrijk. Dit was het gevolg van het Chinese wereldbeeld. De kosmos bestond uit tegengestelde fasen van dezelfde 'energie' (qi), die elkaar voortdurend (her)definieerden en beïnvloedden. Al het bestaande, zowel kosmos, natuur als maatschappij, was op die manier onderworpen aan een eigen, niet van buitenaf afkomstig, ordeningsprincipe. Dit werd de Weg (dao) genoemd. Deze Weg werd zichtbaar in de veranderingen die door de voortgang van het heden werden veroorzaakt. Men meende patronen in die veranderingen te kunnen ontdekken. Het heden kon dan ook alleen zinvol worden verklaard als dat werd beschouwd als een herhaling van eenzelfde situatie uit het verleden. Het heden moest worden beschreven in termen van een concreet historische voorbeeld dat paste bij de hedendaagse situatie. Geschiedschrijving werd de sleutel om het heden te kunnen duiden en was daardoor zo belangrijk, dat het een overheidstaak werd. Van oudsher werden de woorden en daden van een vorst door speciaal daarvoor aangestelde functionarissen genoteerd. De orde in kosmos, natuur en samenleving werd immers bepaald door het gedrag van de vorst. De gebeurtenissen uit het verleden werden vastgelegd in hun (vermeende) oorzakelijke samenhang, zodat latere generaties daarvan konden leren.
Van oudsher vond optekening plaats op strikt annalistische wijze. Deze vorm van historiografie werd biannianti (編年體, van jaar tot jaar) genoemd. Voorbeelden zijn twee hofkronieken, de Bamboe-annalen en de Lente- en herfstannalen. Het oudste bewaarde voorbeeld van Chinese historiografie is het Boek der Documenten. Dit werk was samengesteld tijdens de Han-dynastie en bestond uit een aantal toespraken die in de mond waren gelegd van heersers en functionarissen uit de mythische tijd, de Xia-, Shang- en Zhou-dynastie. Het boek behoorde tot de Vijf Klassieken. De inhoud werd gezien als een authentieke weergave van het verleden, waardoor het werk in China een grote invloed gehad heeft op het beeld van de eigen geschiedenis.
Oorspronkelijk werden latere historische teksten beschouwd als een voortzetting van de Confucianistische Klassieken. Allengs ontwikkelde de geschiedschrijving (shi, 史) zich tot een apart genre binnen de literatuur (wen, 文). Vanaf de derde eeuw werden historische werken in een eigen categorie binnen de literatuur geplaatst, die sinds de Tang-tijd shibu werd genoemd. Toen het aantal werken verder toenam kwam men tot een steeds fijnmazerige onderverdeling. Bij de samenstelling van Siku quanshu in de 18e eeuw bevatte de shibu uiteindelijk vijftien nauwkeurig omschreven rubrieken.

### Dynastieke geschiedenissen
In de eerste eeuw v.Chr. werd door Sima Qian de Shiji (Optekeningen van de hofhistoriograaf) samengesteld. Dit is een geschiedenis waarin gebeurtenissen werden beschreven van de vroegste tijden tot in de eerste eeuw v.Chr. Sima Qian paste twee vernieuwingen toe. Behalve annalen (benji) bevat Shiji ook verhandelingen en exemplarische overleveringen (biografieën). Deze vorm van geschiedschrijving werd jizhuanti (紀傳體, annalen-biografie) genoemd en diende als voorbeeld voor het Boek van de Han. In tegenstelling tot Shiji beperkte dat werk zich echter tot de beschrijving van één dynastie en vormde daarmee het model voor de latere officiële dynastieke geschiedenissen. Vanaf de Tang-dynastie werden bijna alle geschiedenissen van voorafgaande dynastieën samengesteld door een speciaal daarvoor opgericht regeringsbureau. Belangrijk doel was de legitimatie van de machtsovername door de nieuwe dynastie. Men maakte gebruik van de, vaak al voorbewerkte, ambtelijke stukken uit de voorafgaande dynastie. Hoewel zeer gedetailleerd werden de geschiedenissen door dit compilatieproces steeds eenvormiger en droger van stijl.

### Andere vormen van geschiedschrijving

#### Doorlopende kroniek

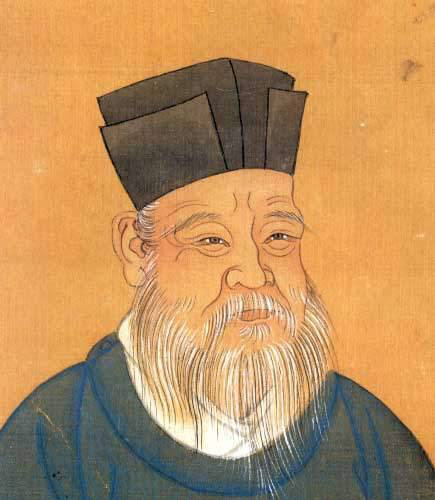
Zhu Xi heeft indirect tot in de 20e eeuw het Europese beeld van de Chinese geschiedenis bepaald.

In de elfde eeuw ontstond de doorlopende kroniek. Dit was een geschiedenis in de vorm van annalen, die zich niet meer beperkte tot één dynastie. Het bekendste voorbeeld was de Doorlopende spiegel tot hulp bij het bestuur (Zizhi tongjian, 資治通鑒), een door Sima Guang (司馬光, 1019-1086) samengestelde doorlopende kroniek voor China voor de periode 403 v.Chr.-959 na Chr. Deze vorm van geschiedschrijving werd later voortgezet. Uit de titel blijkt duidelijk het doel van de Chinese historiografie. Het verleden diende om situaties in het heden te kunnen verklaren. Hieruit ontwikkelde zich een nieuw genre, gangmu (綱目, hoofdlijnen en details), een moralistische uitwerking van de geschiedenis als middel tot beïnvloeding. Het bekendste werk was de bewerking van Zizhi tongjian samengesteld door Zhu Xi, Tongjian gangmu, (通鑑綱目, Hoofdlijnen en details in de Doorlopende spiegel). Zijn interpretatie was tot 1905 in China de orthodoxe uitleg van de geschiedenis. Ook deze vorm van geschiedschrijving werd later voortgezet. Een van die werken is in de 18e eeuw door de Jezuïet Joseph Anne Marie de Moyriac de Mailla vertaald in het Frans en heeft tot in de 20e eeuw het Europese beeld van de Chinese geschiedenis bepaald.

#### Jishi benmo
Een vorm van geschiedschrijving die was afgeleid van de Zizhi tongjian was het annalistisch overzicht van zaken in hun oorsprong en afloop (jishi benmo, 紀事本末). Dit wordt naast de annalen en de annalen-biografie beschouwd als de derde vorm van de traditionele Chinese historiografie. De gebeurtenissen werden niet meer chronologisch, maar naar onderwerp geordend. De eerste geleerde die dit principe toepaste was Yuan Shu (袁樞, 1132-1205) die in zijn Tongjian jishi benmo (通鑒紀事本末) de Zizhi tongjian uitsplitste in 239 onderwerpen. Deze vorm van geschiedschrijving werd onder meer gebruikt voor de officiële geschiedenissen van de militaire veldtochten (fanglüe, 方略) die tijdens de Qing-dynastie zijn samengesteld.

#### Shitong
Een andere vorm van historiografie was de beschrijving van historische ontwikkelingen binnen overheidsinstituties. Dit gebeurde in de vorm van verhandelingen. Het oudste werk was Tongdian (通典, 'Doorlopende canon'), samengesteld door Du You (杜佑, 735-812). Uiteindelijk omvatte dit genre tien werken, de Shitong (十通, 'Tien encyclopedische geschiedenissen van instituties'). Zij geven samen een doorlopende beschrijving van de institutionele geschiedenis van China van de vroegste tijden tot en met 1911.

#### Particuliere geschiedschrijving

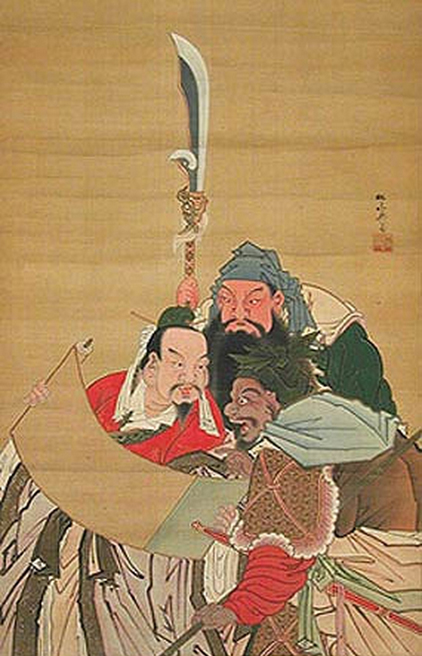
Liu Bei, Guan Yu en Zhang Fei uit de Roman van de Drie Koninkrijken.

Naast de officiële geschiedenissen bleef ook geschiedschrijving door particulieren bestaan, maar die beperkte zich tot deelonderwerpen, commentaren en informele notities. Voor dit soort geschiedenissen bestond een groot aantal termen om ze te kunnen onderscheiden van de officiële historiografie. De belangrijkste vormen waren:
- bieshi (別史), 'afzonderlijke geschiedenissen'.
- zaiji (載記), 'gelijktijdige optekeningen', beschrijft de geschiedenis van staten die niet als legitiem werden beschouwd).
- shichao (史鈔), uittreksels uit de officiële dynastieke geschiedenissen.
- zashi (雜史), 'diverse geschiedenissen'. Deze groep is vooral van belang door de grote verscheidenheid aan behandelde onderwerpen.

Binnen de historiografie vielen ook specialistische studies over chronologie, de kalender en (historische) geografie. Van groot belang zijn de regionale geografische handboeken (difangzhi, 地方志, 'local gazetteers') met gegevens over de bestuurlijke indeling, de lokale economie, cultuur en belastingheffing, maar ook met biografieën van plaatselijke hoogwaardigheidsbekleders.
In China ontbrak geschiedschrijving in de vorm van een samenhangend verhaal. Wel zijn er sinds de 16e eeuw historische romans geschreven. Zij volgden het raamwerk van Tongjian gangmu, maar waren afkomstig uit de orale literatuur en gesteld in spreektaal, niet in de klassieke schrijftaal (wenyan, 古文). Zij werden door de geletterde bovenlaag beschouwd als fictie en werden noch tot de geschiedschrijving noch tot de literatuur gerekend. Siku quanshu laat ze dan ook weg. Desondanks was hun invloed op het beeld van de Chinese geschiedenis bijzonder groot. Het bekendste voorbeeld is de nog steeds veel gelezen Roman van de Drie Koninkrijken.

### Einde van de traditionele historiografie
Na de val van het keizerrijk in 1912 volgde een bezinning op de traditionele historiografie. Er ontstond een wisselwerking met westerse opvattingen. Geschiedschrijving moest de bewoners van een land betrekken bij gebeurtenissen en niet beperkt blijven tot een bezigheid voor en door bureaucraten. Men diende gebruik te maken van de omgangstaal en niet meer van de verstarde, ambtelijke schrijftaal, die voor de meeste mensen onbegrijpelijk was geworden. Liang Qichao (1873-1929) schreef Zhongguo lishi yanjiufa (中国历史研究法, Methoden voor de studie van de Chinese geschiedenis), het eerste leerboek historische methoden en technieken gebaseerd op westerse geschiedsopvattingen. Naar aanleiding van het verschijnen van het Ontwerp voor een geschiedenis van de Qing bekritiseerde hij de nadruk die op de politieke en institutionele geschiedenis werd gelegd en op de overheersende rol die het keizerlijk hof in de geschiedschrijving had. In navolging van Gu Jiegang werd ook getwijfeld aan de betrouwbaarheid van de oudste historiografische werken.

### Volksrepubliek
Na het uitroepen van de volksrepubliek in 1949 werd de Chinese geschiedschrijving onderworpen aan de marxistische geschiedopvatting. Er ontstonden problemen om dit schema in te passen in de periodisering van de Chinese geschiedenis. Volgens Mao Zedong bestond tussen 1840 en 1919 in China een periode van 'semi-kolonialisme' (半殖民地, banzhimindi), een overgangsfase van feodalisme naar kapitalisme. Dit vormde een Chinese verbijzondering van het marxistische periodiseringsschema. Na de culturele revolutie is het marxistische model in de Chinese historiografie wat meer op de achtergrond geraakt. Sinds Xi Jinping in januari 2013 secretaris-generaal van de Communistische Partij van China (CCP) is geworden is het nationalistische element in de Chinese geschiedschrijving belangrijker geworden. Standpunten die afwijken van de officiële geschiedschrijving worden eufimistisch historisch nihilisme (历史虚无主义, Lishi xuwu zhuyi) genoemd. Dit is primair gericht tegen het twijfelen aan de legitimiteit van de CCP. In de geschiedschrijving zijn begrippen als "Grote eenwording" (Da yitong, 大一統), "Chinese identiteit" (Zhongguo rentong, 中國認同) en "Sinificatie" (Hanhua, 漢化) een grotere rol gaan spelen.

### Ras
- Edward Said
- Michel Foucault
- Thomas Kuhn

### Politieke geschiedenis
- Thomas Macaulay

### Sociale geschiedenis
- Eric Hobsbawm

### Culturele geschiedenis
- Literatuurgeschiedschrijving

### Wetenschappelijke geschiedschrijving
- Fernand Braudel
- Marc Bloch
- Lucien Febvre
- Annales-school

### Verhalende geschiedschrijving
- Thomas Carlyle (schrijver)
- Simon Schama
- Geert Mak